# Jeff Grayer
Jeff Grayer, född 17 december 1965 i Flint, Michigan, är en amerikansk idrottare som tog OS-brons i basket 1988 i Seoul. Detta var USA:s första brons i herrbasket i olympiska sommarspelen, och tredje gången genom alla tider som USA inte tog guld. Han spelade bland annat för Golden State Warriors och Charlotte Hornets.